# Rivière des Fèves
Rivière des Fèves är ett vattendrag i Kanada.   Det ligger i provinsen Québec, i den sydöstra delen av landet, 150 km öster om huvudstaden Ottawa.
Omgivningarna runt Rivière des Fèves är en mosaik av jordbruksmark och naturlig växtlighet. Runt Rivière des Fèves är det glesbefolkat, med 18 invånare per kvadratkilometer.